# Rodez
Rodez [ʁo.dɛs]IPA je francouzské město v regionu Okcitánie, hlavní město (prefektura) departementu Aveyron. V roce 2009 zde žilo 24 358 obyvatel. Je centrem arrondissementu Rodez.